# Beredskapslägen inom sjukvård i Sverige
Beredskapslägen inom sjukvård i Sverige innefattar tre olika nivåer av beredskap och åtgärder som kan tillämpas vid kriser eller allvarliga händelser. När ett sjukhus eller annan vårdinstans går in i beredskapsläge innebär detta en omdisposition av tillgängliga resurser, mobilisering av resurser som inte omedelbart finns tillgängliga, samt förflyttning och prioritering av patienter.
I Sverige finns det tre olika beredskapsgrader: stabsläge, förstärkningsläge och katastrofläge. Tillämpningen av dessa beredskapslägen sker vanligtvis efter en så kallad "särskild händelse", vilket inom sjukvården definieras som "en händelse som är så omfattande eller krävande att resurserna måste organiseras, ledas och användas på särskilt sätt." Exempel på särskilda händelser kan vara terrordåd,  översvämningar, explosioner, omfattande trafikolyckor, bränder eller epidemier.

## Stabsläge
Stabsläge innebär att en särskild sjukvårdsledning, även kallad "stab", håller sig underrättad om det aktuella läget, vidtar nödvändiga åtgärder och följer händelseutvecklingen. Stabsläge är det lägsta beredskapsläget av de tre som en verksamhet kan sättas i; det behöver inte tillämpas på grund av särskilda händelser utan upprättas ofta även till följd av brist på vårdplatser eller personal.

### Exempel på tillfällen då stabsläge tillämpats
- 2014: Ett stort antal trafikolyckor till följd av oväntat snöfall ledde till att Sunderby sjukhus upprättade stabsläge.[7]

- 2019: En explosion i centrala Linköping ledde till att stabsläge upprättades på flera sjukhus i Region Östergötland.[8]

- 2024: Inför en strejk inledd av Vårdförbundet upprättades stabsläge i hela Region Västerbotten.[9]
- 2025: På grund av skolskjutningen på Campus Risbergska upprättade Region Örebro stabsläge.[10]

## Förstärkningsläge
Kortfattat innebär förstärkningsläge att alla de funktioner inom sjukvården som behövs för att hantera ett stort antal skadade tas i bruk, liksom att både personal och utrustning förstärks. Förstärkningsläge är det näst högsta beredskapsläget som en verksamhet kan sättas i.

### Exempel på tillfällen då förstärkningsläge tillämpats
- 2022: Till följd av ett ökat inflöde av patienter som drabbats av COVID-19, upprättades förstärkningsläge på Södertälje sjukhus, samt i hela Region Uppsala.[11][12]
- 2023: På grund av brist på vårdplatser, personalbrist och ett ökat inflöde av patienter tillämpades förstärkningsläge på Norrlands universitetssjukhus i Umeå.[13]
- 2025: Till följd av en seriekrock på E18 i Uppland, där över 100 personer fick föras till sjukhus, gick Akademiska sjukhuset och Lasarettet i Enköping upp i förstärkningsläge.[14]

## Katastrofläge

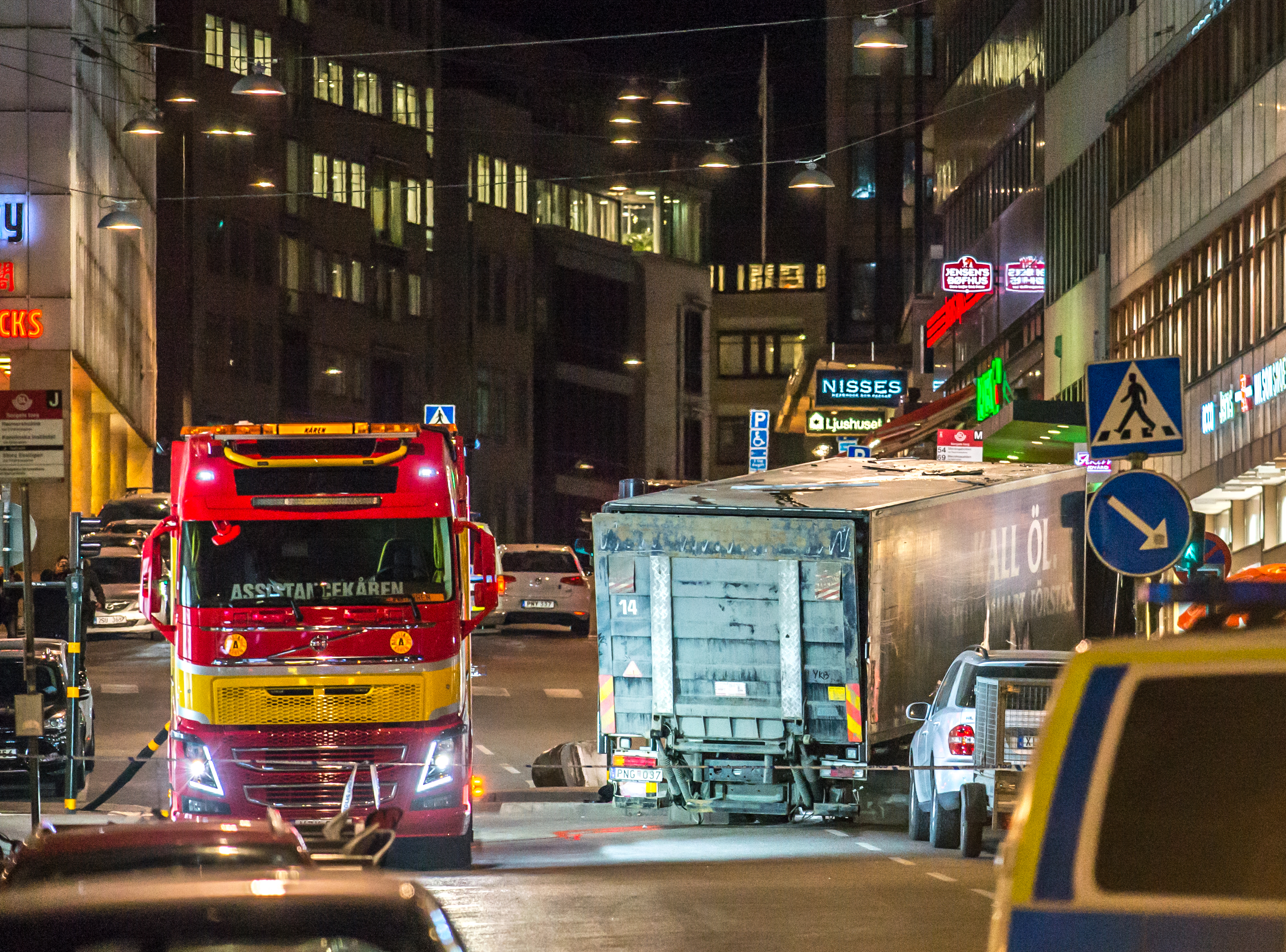
Efter Terrordådet i Stockholm 2017 upprättades katastrofläge på samtliga akutsjukhus i Stockholm.

Katastrofläge innebär att alla nödvändiga sjukvårdsfunktioner för att hantera ett stort antal skadade aktiveras, samt att personal och utrustning utökas. Katastrofläge är det högsta beredskapsläget som en verksamhet kan sättas i.

### Exempel på tillfällen då katastrofläge tillämpats
- 1992: Efter en spårvagnsolycka i Göteborg, där 13 personer omkom, utlystes under en kort period katastrofläge på Sahlgrenska sjukhuset.[15]
- 2006: Till följd av en omfattande bussolycka utanför Arboga, där 9 personer omkom och många andra skadades, upprättades katastrofläge på sjukhusen i Örebro, Västerås och Eskilstuna.[16]
- 2017: Efter terrordådet på Drottninggatan 2017 utlystes katastrofläge på samtliga akutsjukhus i Stockholm.[17][18]